# Campoplex dimidiatus
Campoplex dimidiatus là một loài tò vò trong họ Ichneumonidae.